# Pszczoła grecka
Pszczoła grecka (Apis mellifera cecropia) – podgatunek pszczoły miodnej, owada z rodziny pszczołowatych (Apidae).
Pszczoły greckie pochodzą z południowej Grecji. Zachowaniem i charakterystyką są one bardzo podobne do pszczoły włoskiej Apis mellifera ligustica. Pszczoły greckie są wybierane przez pszczelarzy ze względu na swoją wyjątkową delikatność i brak skłonności do rojenia.
Krzyżowanie pszczoły greckiej z ciemną pszczołą północną (Apis mellifera mellifera), powoduje nabycie skrajnej agresji przez pokolenie potomne. Ponieważ pszczoły greckie pochodzą z południa Europy, gdzie panuje klimat śródziemnomorski, nie nadają się one do hodowli na północy Europy, gdzie klimat jest chłodniejszy, zatem z tego powodu nie są rozmnażane na całym świecie przez komercyjnych pszczelarzy. Pszczoły greckie są hodowane głównie w południowej Grecji.

## Cykl życiowy
Pszczoły greckie mają tendencję do szybkiego wzrostu na wiosnę, do tego królowa składa dużo jaj, co znacznie powiększa ich roje. Pszczoły greckie mają też tendencję do wytwarzania dużej ilości miodu, ale tylko w klimacie śródziemnomorskim.